# Programa de Investimento em Logística
O Programa de Investimento em Logística (PIL) foi um programa brasileiro lançado em 15 de agosto de 2012, durante o primeiro governo Dilma Rousseff (2011–2014). Seu objetivo era melhorar a infraestrutura para os transportes no país,com investimentos em rodovias, ferrovias e, a partir de dezembro do mesmo ano, também portos e aeroportos (por meio do PIL: Aeroportos). O PLI fez parte da nova matriz econômica do governo.